# شوربة الطماطم
شوربة الطماطم أو شوربة البندورة (بالإنجليزية: Tomato soup)‏ شوربة غنيّة بالطماطم ما يجعلها غنية باللايكوبين الذي يساعد على محاربة الأمراض السرطانية وغيرها، يمكن تناول هذه الشوربة مع معظم الأطباق الرئيسية، طعمها رائع وهي سهلة التحضير. تحتوي هذه الشوربة على الطماطم، الثوم، البصل، الجزر، الكرفس، صلصة الطماطم، الدقيق، الزبدة، مرق اللحم، السكر والملح.

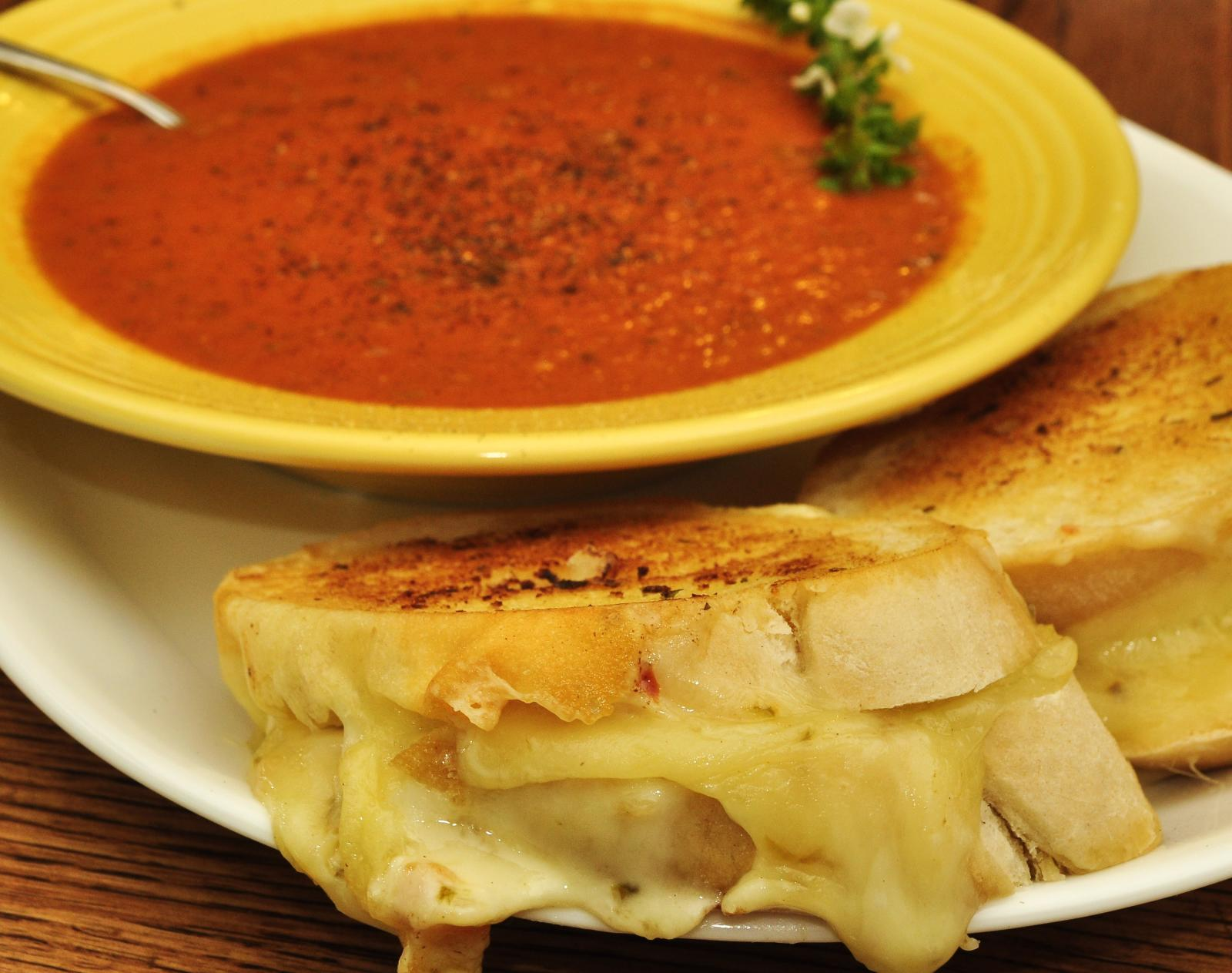
حساء الطماطم يقدم مع شطيرة الجبنة